# خلاء (فلسفة)
الخلاء هو البعد المفطور عند أفلاطون. وهو الفضاء الموهوم عند المتكلمين، أي الفضاء الذي يثبته الوهم ويدركه من الجسم المحيط بجسم آخر؛ كالفضاء المشغول بالماء أو الهواء في داخل الكوز. فهذا الفراغ الموهوم هو الذي من شأنه أن يحصل فيه الجسم، وأن يكون ظرفا له عندهم. وبهذا الاعتبار يجعلونه حيزا للجسم، وباعتبار فراغه عن شغل الجسم إياه يجعلونه خلاء. فالخلاء عندهم هو هذا الفراغ مع قيد ألا يشغله شاغل من الأجسام، فيكون له شيئا محضا؛ لأن الفراغ الموهوم ليس بموجود في الخارج، بل هو أمر موهوم عندهم، إذ لو وجد لكان بعدا مفطورا، وهم لا يقولون به.
والحكماء ذاهبون إلى امتناع الخلاء، والمتكلمون إلى إمكانه، وما وراء المحدد ليس ببعد، لا لانتهاء الأبعاد بالمحدد، ولا قابل للزيادة والنقصان لأنه لا شيء محض، فلا يكون خلاء بأحد المعنيين، بل الخلاء إنما يلزم من وجود الحاوي مع عدم المحوي، وهذا غير ممكن.